# 莉萨·亚历山大
莉萨·亚历山大（英語：Lisa Alexander，1968年9月22日—），加拿大女子花样游泳运动员。她曾代表加拿大参加1996年夏季奥林匹克运动会花样游泳比赛，获得团体银牌。她也曾参加1994年英联邦运动会。